# Мєсяц Валентин Карпович
Валентин Карпович Мєсяц (1 травня 1928, місто Кисельовськ, тепер Кемеровської області, Російська Федерація — 1 серпня 2019, місто Москва) — радянський державний і партійний діяч, міністр сільського господарства СРСР (1976—1985), 1-й секретар Московського обкому КПРС (1985—1990). Член ЦК КПРС (1971—1990). Депутат Ради Союзу Верховної Ради СРСР 9—11-го скликань (1974—1989). Народний депутат СРСР (1989—1991). Академік Міжнародної Академії Інформаційних Процесів і Технологій, професор.

## Біографія
У червні — грудні 1946 року — курсант Ленінградського училища військових повідомлень.
У грудні 1946 — вересні 1947 року — комсомольський організатор школи фабрично-заводського навчання шахти «Чорна гора» Кузбасу (Кемеровська область РРФСР). У вересні 1947 — серпні 1948 року — завідувач відділу Прокоп'євського міського комітету ВЛКСМ Кемеровської області.
У серпні 1948 — вересні 1949 року — студент Сталінабадського сільськогосподарського інституту Таджицької РСР. У вересні 1949 — березні 1953 року — студент Московської сільськогосподарської академії імені Тімірязєва.
У 1953 — квітні 1958 року — головний агроном, директор машинно-тракторної станції у Московській області.
Член КПРС з 1955 року.
У квітні 1958 — червні 1959 року — голова виконавчого комітету Чеховської районної ради депутатів трудящих Московської області.
У червні 1959 — квітні 1961 року — 1-й секретар Волоколамського районного комітету КПРС Московської області.
У квітні — травні 1961 року — начальник Московського обласного управління радгоспів.
У травні 1961 — квітні 1962 року — завідувач сільськогосподарського відділу Московського обласного комітету КПРС.
У квітні 1962 — січні 1963 року — 1-й заступник голови виконавчого комітету Московської обласної ради депутатів трудящих.
17 січня 1963 — 15 грудня 1964 року — 2-й секретар Московського сільського обласного комітету КПРС.
15 грудня 1964 — грудень 1965 року — секретар Московського обласного комітету КПРС.
У грудні 1965 — лютому 1971 року — 1-й заступник міністра сільського господарства Російської РФСР.
26 лютого 1971 — 27 квітня 1976 року — 2-й секретар ЦК КП Казахстану.
16 березня 1976 — 18 листопада 1985 року — міністр сільського господарства СРСР.
16 листопада 1985 — 14 грудня 1990 року — 1-й секретар Московського обласного комітету КПРС.
З грудня 1990 року — персональний пенсіонер союзного значення у Москві.
З травня 1993 року — голова Ради директорів закритого акціонерного товариства «Агропродукт» у Москві.

## Нагороди та звання
- п'ять орденів Леніна
- орден Жовтневої Революції
- орден Вітчизняної війни I ступеня
- орден Трудового Червоного Прапора
- орден «За заслуги перед Вітчизною» IV ступеня
- медаль «За трудову доблесть» (24.04.2008)